# Șaian, Hust
Șaian (în ucraineană Шаян, în maghiară Saján) este un sat în așezarea urbană Vășcova din raionul Hust, regiunea Transcarpatia, Ucraina.

## Demografie
Componența lingvistică a localității Șaian
     Ucraineană (95,69%)
     Rusă (3%)
     Maghiară (1,31%)
Conform recensământului din 2001, majoritatea populației localității Șaian era vorbitoare de ucraineană (95,69%), existând în minoritate și vorbitori de rusă (3%) și maghiară (1,31%).